# Twierdzenie Krejna-Milmana

Zbiór wypukły (kolor niebieski) wraz ze swoimi punktami ekstremalnymi (czerwone linie)

Twierdzenie Krejna-Milmana – twierdzenie analizy funkcjonalnej sformułowane w 1940 roku przez radzieckich matematyków Marka Krejna i Dawida Milmana. Przy założeniu twierdzenia o ideale pierwszym (BPI) jest ono równoważne aksjomatowi wyboru (AC) na gruncie aksjomatyki Zermela-Fraenkla:
Zwarty zbiór wypukły lokalnie wypukłej przestrzeni liniowo-topologicznej jest domknięciem otoczki wypukłej zbioru swoich punktów ekstremalnych.
W szczególności {\displaystyle X} może być przestrzenią unormowaną. Pod nazwą „twierdzenie Krejna-Milmana” rozumie się czasami następujące twierdzenie:
Kula jednostkowa przestrzeni sprzężonej {\displaystyle X^{*}} do rzeczywistej przestrzeni unormowanej {\displaystyle X} ma punkt ekstremalny.

## Dowód
Zbiór {\displaystyle S} nazywa się zbiorem podpierającym zbioru {\displaystyle C\subseteq X,} jeżeli {\displaystyle S} jest takim domkniętym zbiorem afinicznym przecinającym {\displaystyle C,} dla którego należenie do {\displaystyle S} pewnego punktu wewnętrznego odcinka zawartego w {\displaystyle C} pociąga zawieranie całego odcinka. Dowód polega na wykazaniu, iż zbiory podpierające są jednopunktowe, a punkty podpierające to nic innego jak punkty ekstremalne.
Dla dowolnego wektora {\displaystyle x^{*}\in X^{*}} hiperpłaszczyzna
{\displaystyle H=H(x^{*})=\left\{x\in X\colon \langle x^{*},x\rangle =\max _{x\in C}~\langle x^{*},x\rangle \right\}}
jest podpierająca. Niech {\displaystyle {\mathcal {S}}} oznacza rodzinę wszystkich zbiorów podpierających zawartych w {\displaystyle H} uporządkowaną relacją zawierania – z lematu Kuratowskiego-Zorna istnieje łańcuch maksymalny {\displaystyle {\mathcal {M}}} w tej rodzinie. Przecięcie {\displaystyle {\hat {\mathcal {S}}}} wszystkich zbiorów podpierających z {\displaystyle {\mathcal {M}}} należy do {\displaystyle {\mathcal {M}}} (na mocy maksymalności łańcucha); wystarczy dowieść, iż {\displaystyle {\hat {\mathcal {S}}}} jest jednopunktowy. Otóż jeśli {\displaystyle {\hat {\mathcal {S}}}} zawiera dwa elementy {\displaystyle \xi } oraz {\displaystyle \eta ,} to można je rozdzielić za pomocą pewnego funkcjonału {\displaystyle {\hat {x}}^{*}} (tzn. wybrać taki {\displaystyle {\hat {x}}^{*},} dla którego {\displaystyle \langle {\hat {x}}^{*},\xi \rangle <\langle {\hat {x}}^{*},\eta \rangle }), a następnie położyć {\displaystyle {\tilde {\mathcal {S}}}:={\hat {\mathcal {S}}}\cup \Gamma ,} gdzie
{\displaystyle \Gamma =\left\{x\in X\colon \langle {\hat {x}}^{*},x\rangle =\sup _{x\in {\hat {\mathcal {S}}}\cup C}\langle {\hat {x}}^{*},x\rangle \right\}.}
Ponieważ {\displaystyle {\tilde {\mathcal {S}}}} jest zbiorem domkniętym mającym infimum z {\displaystyle C,} a ponadto będącym zarazem zbiorem podpierającym, co przeczy maksymalności {\displaystyle {\hat {\mathcal {S}}}.}
Jeśli {\displaystyle \mathrm {extr} \;C} oznacza zbiór wszystkich punktów ekstremalnych zbioru {\displaystyle C,} to domknięcie {\displaystyle \mathrm {cl} \;C} zbioru {\displaystyle C} jest jego podzbiorem właściwym. Stąd można oddzielić punkt {\displaystyle C\setminus \mathrm {cl} \;C} od zbioru {\displaystyle \mathrm {cl} \;C} za pomocą funkcjonału {\displaystyle {\overline {x}}^{*}} i rozważając płaszczyznę podpierającą {\displaystyle H({\overline {x}}^{*})} znaleźć punkt ekstremalny zbioru {\displaystyle C} nie należący do {\displaystyle \mathrm {cl} \;C} na tej hiperpłaszczyźnie. Sprzeczność ta kończy dowód.